# Wpd
wpd為一家跨國可再生能源企業集團，該公司在台灣的業務由達德能源股份有限公司（wpd Taiwan Energy Co. Ltd.）負責。wpd集團在全球超過20個國家開發、建造與營運風力發電與太陽能電廠。該集團擁有2,200名員工，2018年在全球已開發超過4.4GW的風力發電專案，裝置風力機約2,200支。

## 沿革
1996年，Gernot Blanke和Klaus Meier在德國不萊梅創建了wpd GmbH，該公司在2001年更名為wpd AG。2006年底，wpd收購了歐洲風電場開發商EnerSys GmbH，取得原EnerSys在法國、西班牙、克羅埃西亞和保加利亞的業務，加速了wpd集團的國際化。
2011年7月，wpd出售該公司之全球陸域風電33%的股份給Stadtwerke München（慕尼黑市營電力部門）。
2013年，wpd集團完成Butendiek海上風電場（288 MW，德國）的融資方案，總投資額為13億歐元。

## wpd開發專案
wpd開發專案以風力發電為主，地點位於德國最多，2018年時在德國陸域風場累計裝置容量為2,852MW，並有多座離岸風力發電電廠，包括Baltic 1（48.3 MW，2013年啟用）、Butendiek（288MW，2015年啟用）、Nordergründe（111MW，2017年啟用），另有多座離岸風場正在申請、開發或建置中。
除了德國之外，wpd目前已在台灣、加拿大、美國、智利、瑞典、芬蘭、波蘭、英國、法國、比利時、西班牙、義大利、羅馬尼亞、希臘、蒙特內哥羅、克羅埃西亞等國已有風力發電廠、太陽能電廠正在營運或開發中。

## wpd台灣（達德能源）
達德能源在台灣的業務開始自2016年，wpd集團於該年接管了德商英華威（InfraVest）在台灣已興建、與已開發但尚未興建的風力發電與太陽能發電專案，合計約400MW，並且進行電場營運。
英華威自2000年起在台灣進行風力發電開發，曾為台灣最大的民營綠能營運業者。在經歷苑裡反瘋車抗爭後，英華威具備豐富地方事務處理經驗，並融入在地人生活。英華威將在台灣各地開發之電廠大部分股權脫售予德國wpd集團，後該公司更名為達德能源，英華威另外發展風力發電工程開發與零組件開發等業務。

## 達德能源環境教育中心
達德能源在台灣成立了達德能源環境教育中心，該中心為傳遞永續發展之概念設立，是以生態與風能為主題的環境教育場域。該中心於2020年11月通過了環保署環境教育設施場所認證。

## 外部連結
- （英文）（德文）wpd AG （页面存档备份，存于）
- （繁體中文）（英文）達德能源股份有限公司（wpd Taiwan Energy Co. Ltd.） （页面存档备份，存于）

- （繁體中文）達德能源集團（原英華威網站） （页面存档备份，存于）